# ديفيد بيتي (لاعب كرة قدم)
ديفيد بيتي (بالإنجليزية: David Beattie)‏ هو مدرب كرة قدم ولاعب كرة قدم بريطاني، ولد في 1955 في Whiteinch ‏ في المملكة المتحدة.